# Jacobsonia (animal)
Jacobsonia es un género de ácaros perteneciente a la familia  Laelapidae.

## Especies
- Jacobsonia africanus Fain, 1994
- Jacobsonia andrei Fain, 1994
- Jacobsonia berlesei Casanueva & Johnston, 1992
- Jacobsonia puylaerti Fain, 1994
- Jacobsonia submollis (Berlese, 1910)
- Jacobsonia tertia Vitzthum, 1931